# Johann Benedict Listing
Johann Benedict Listing (Frankfurt am Main, 25 de julho 1808 — Göttingen, 24 de dezembro 1882) foi um matemático alemão.
Estudou matemática e arquitetura na Universidade de Göttingen, porém interessou-se por outras áreas, por exemplo o campo magnético terrestre e a óptica. Foi professor de física em Göttingen, a partir de 1847.
Orientado por Carl Friedrich Gauss, especializou-se em topologia. Publicou um livro sobre topologia em 1847 (Vorstudien zur Topologie).
Independentemente das investigações de August Ferdinand Möbius, investigou as características das bandas de Möbius.